# I liga argentyńska w piłce nożnej (1913)
W roku 1913 Argentyna miała dwóch mistrzów w rozgrywkach organizowanych przez dwie konkurencyjne federacje piłkarskie.
Mistrzem Argentyny w ramach rozgrywek organizowanych przez federację piłkarską Asociación Argentina de Football został klub Racing Club de Avellaneda, natomiast tytuł wicemistrza Argentyny zdobył klub San Isidro Buenos Aires.
Mistrzem Argentyny w ramach rozgrywek organizowanych przez federację piłkarską Federación Argentina de Football został klub Estudiantes La Plata, natomiast tytuł wicemistrza Argentyny zdobył klub Gimnasia y Esgrima Buenos Aires.

## Primera División – Asociación Argentina de Football
Mistrzem Argentyny w roku 1913 w ramach rozgrywek organizowanych przez federację piłkarską Asociación Argentina de Football został klub Racing Club de Avellaneda, natomiast tytuł wicemistrza Argentyny zdobył klub San Isidro Buenos Aires.
Mistrzostwa podzielono na trzy fazy. W pierwszej fazie rozegrano rundę kwalifikacyjną w której wszystkie kluby zagrały po jednym meczu każdy z każdym. Cztery ostatnie w tabeli kluby utworzyły spadkową grupę C, pozostałe zespoły podzielono na dwie grupy – A i B. W drugiej, grupowej fazie zespoły z poszczególnych grup grały po jednym meczu każdy z każdym. Punkty z rundy kwalifikacyjnej zsumowano z punktami uzyskanymi w rozgrywkach grupowych, po czym ułożono tabele poszczególnych grup (w grupie A dwa najlepsze kluby miały identyczną liczbę punktów i o zwycięstwie grupy zadecydował baraż). Dwa ostatnie kluby grupy C – Olivos Buenos Aires i Riachuelo Buenos Aires spadly z ligi. W trzeciej fazie mistrzostw rozegrany został decydujący o mistrzostwie mecz finałowy pomiędzy zwycięzcami grup A i B. Ponieważ do ligi awansował tylko jeden klub Huracán Buenos Aires, liga zmniejszyła się z 15 do 14 klubów.
Po fazie kwalifikacyjnej wycofały się z mistrzostw dwa kluby – Belgrano AC i Quilmes Athletic Buenos Aires.

### Runda kwalifikacyjna
| Data                 | Mecz |
| -------------------- | --- |
| 13 kwietnia 1913     | Belgrano AC – Quilmes Athletic Buenos Aires 3:2 |
| 13 kwietnia 1913     | CA Estudiantes – River Plate 0:4 Penney (2), Galeano, Roldán |
| 13 kwietnia 1913     | Estudiantil Porteño Buenos Aires – Boca Juniors 2:4 Doyer, Tula – Arnulfo Leal (3), Donato Abbatángelo                                                                             |
| 13 kwietnia 1913     | Ferro Carril Oeste – Riachuelo Buenos Aires 1:1 |
| 13 kwietnia 1913     | Racing Club de Avellaneda – CA Banfield 6:0 |
| 13 kwietnia 1913     | San Isidro Buenos Aires – CA Platense 1:0 |
| 20 kwietnia 1913     | CA Banfield – Comercio Buenos Aires 3:2 |
| 20 kwietnia 1913     | Belgrano AC – River Plate 0:0 |
| 20 kwietnia 1913     | CA Estudiantes – Boca Juniors 1:4 Susan – Francisco Taggino (3), Arnulfo Leal |
| 20 kwietnia 1913     | Estudiantil Porteño Buenos Aires – Ferro Carril Oeste 2:0 mecz przerwany – miał być dokończony 28 września 1913 roku                                                               |
| 20 kwietnia 1913     | CA Platense – Riachuelo Buenos Aires 7:0 |
| 20 kwietnia 1913     | Quilmes Athletic Buenos Aires – San Isidro Buenos Aires 1:3 |
| 20 kwietnia 1913     | Racing Club de Avellaneda – Olivos Buenos Aires 5:0 |
| 27 kwietnia 1913     | Ferro Carril Oeste – San Isidro Buenos Aires 2:4 |
| 27 kwietnia 1913     | Ferrocarril Sud Remedios de Escalada – River Plate 0:2 Penney, Chiappe |
| 27 kwietnia 1913     | Riachuelo Buenos Aires – Boca Juniors 0:3 Pedro Bleo Fournol “Calomino” k, Martín González k, Francisco Taggino                                                                    |
| 1 maja 1913          | CA Platense – Racing Club de Avellaneda 0:4 |
| 1 maja 1913          | San Isidro Buenos Aires – Boca Juniors 1:0 Pocok |
| 10 maja 1913         | Racing Club de Avellaneda – Estudiantil Porteño Buenos Aires 5:0 mecz rozegrany został na stadionie klubu Estudiantil Porteño                                                      |
| 11 maja 1913         | Belgrano AC – Ferrocarril Sud Remedios de Escalada 9:0 mecz rozegrany został na stadionie klubu Ferrocarril Sud Remedios de Escalada                                               |
| 11 maja 1913         | Boca Juniors – CA Banfield 1:1 Arnulfo Leal – Chiarello |
| 11 maja 1913         | Estudiantil Porteño Buenos Aires – San Isidro Buenos Aires 1:1 |
| 11 maja 1913         | Ferro Carril Oeste – CA Estudiantes 2:6 |
| 11 maja 1913         | CA Platense – Quilmes Athletic Buenos Aires 5:2 |
| 11 maja 1913         | Riachuelo Buenos Aires – River Plate 0:4 Ameal (2), Bergoveng, Roldán |
| 18 maja 1913         | CA Estudiantes – CA Platense 2:0 |
| 18 maja 1913         | Quilmes Athletic Buenos Aires – River Plate 1:1 ? – Penney |
| 18 maja 1913         | San Isidro Buenos Aires – Belgrano AC 2:1 |
| 25 maja 1913         | Olivos Buenos Aires – Quilmes Athletic Buenos Aires 1:4 |
| 25 maja 1913         | Racing Club de Avellaneda – CA Estudiantes 3:0 |
| 25 maja 1913         | San Isidro Buenos Aires – CA Banfield 4:0 |
| 26 maja 1913         | Boca Juniors – Belgrano AC 3:2 Donato Abbatángelo (2), Pedro Bleo Fournol “Calomino” – Bradbury (2) mecz rozegrany został na stadionie klubu Estudiantes                           |
| 26 maja 1913         | Comercio Buenos Aires – River Plate 2:3 ?,? – Bergoveng, Cándido García, Penney |
| 26 maja 1913         | Ferrocarril Sud Remedios de Escalada – Riachuelo Buenos Aires 1:1 |
| 6 czerwca 1913       | Comercio Buenos Aires – Estudiantil Porteño Buenos Aires 3:3 |
| 6 czerwca 1913       | CA Estudiantes – Belgrano AC 0:1 |
| 6 czerwca 1913       | Ferro Carril Oeste – Quilmes Athletic Buenos Aires 1:2 |
| 6 czerwca 1913       | CA Platense – Ferrocarril Sud Remedios de Escalada 4:3 |
| 6 czerwca 1913       | Riachuelo Buenos Aires – Olivos Buenos Aires 2:2 |
| 6 czerwca 1913       | River Plate – San Isidro Buenos Aires 1:1 Penney – ? |
| 8 czerwca 1913       | Quilmes Athletic Buenos Aires – Riachuelo Buenos Aires 2:0 |
| 22 czerwca 1913      | Comercio Buenos Aires – Boca Juniors 0:2 Daniel Caso, Enrique Bertolini według gazety La Prensa mecz zakończył się wynikiem 0:4                                                    |
| 22 czerwca 1913      | Ferro Carril Oeste – CA Platense 1:1 |
| 22 czerwca 1913      | Ferrocarril Sud Remedios de Escalada – Olivos Buenos Aires 4:2 |
| 22 czerwca 1913      | Racing Club de Avellaneda – Belgrano AC 4:1 |
| 22 czerwca 1913      | River Plate – Estudiantil Porteño Buenos Aires 1:1 Penney – ? |
| 29 czerwca 1913      | CA Banfield – Ferro Carril Oeste 2:0 |
| 29 czerwca 1913      | CA Estudiantes – Olivos Buenos Aires 2:0 |
| 29 czerwca 1913      | Estudiantil Porteño Buenos Aires – Belgrano AC 1:4 |
| 29 czerwca 1913      | Ferrocarril Sud Remedios de Escalada – Quilmes Athletic Buenos Aires 2:4 |
| 29 czerwca 1913      | CA Platense – Comercio Buenos Aires 2:2 |
| 29 czerwca 1913      | Racing Club de Avellaneda – River Plate 1:2 ? – Galeano, Ameal |
| 29 czerwca 1913      | San Isidro Buenos Aires – Riachuelo Buenos Aires 7:0 |
| 6 lipca 1913         | CA Banfield – Riachuelo Buenos Aires 3:1 |
| 6 lipca 1913         | Boca Juniors – Ferrocarril Sud Remedios de Escalada 6:0 Pedro Bleo Fournol (3, 1k), Francisco Taggino (2), Donato Abbatángelo mecz rozegrany został na stadionie klubu River Plate |
| 6 lipca 1913         | CA Estudiantes – Comercio Buenos Aires 4:0 |
| 6 lipca 1913         | Ferro Carril Oeste – River Plate 0:1 Penney |
| 6 lipca 1913         | CA Platense – Estudiantil Porteño Buenos Aires 3:1 |
| 13 lipca 1913        | Olivos Buenos Aires – CA Banfield 1:0 |
| 13 lipca 1913        | Riachuelo Buenos Aires – Comercio Buenos Aires 1:5 |
| 20 lipca 1913        | CA Banfield – Estudiantil Porteño Buenos Aires 4:2 |
| 20 lipca 1913        | Ferro Carril Oeste – Olivos Buenos Aires 1:1 |
| 20 lipca 1913        | Ferrocarril Sud Remedios de Escalada – CA Estudiantes 0:4 |
| 20 lipca 1913        | CA Platense – River Plate 0:2 Roldán (2) |
| 20 lipca 1913        | Quilmes Athletic Buenos Aires – Boca Juniors 2:1 Weiss, Hoare – Enrique Bertolini                                                                                                  |
| 20 lipca 1913        | Riachuelo Buenos Aires – Belgrano AC 0:2 |
| 20 lipca 1913        | San Isidro Buenos Aires – Racing Club de Avellaneda 0:1 |
| 27 lipca 1913        | River Plate – Olivos Buenos Aires 5:0 Ameal (3), Lanata (2) |
| 24 sierpnia 1913     | Belgrano AC – Ferro Carril Oeste 2:0 |
| 24 sierpnia 1913     | Boca Juniors – River Plate 1:2 Marcos Mayer – Cándido García, Ameal mecz rozegrany został na stadionie klubu Racing                                                                |
| 24 sierpnia 1913     | Ferrocarril Sud Remedios de Escalada – Estudiantil Porteño Buenos Aires 3:6 |
| 24 sierpnia 1913     | CA Platense – CA Banfield 5:4 |
| 24 sierpnia 1913     | Quilmes Athletic Buenos Aires – Racing Club de Avellaneda 0:3 |
| 24 sierpnia 1913     | San Isidro Buenos Aires – CA Estudiantes 2:0 mecz rozegrany został na stadionie klubu Estudiantes                                                                                  |
| 30 sierpnia 1913     | Comercio Buenos Aires – San Isidro Buenos Aires 0:3 |
| 30 sierpnia 1913     | Ferro Carril Oeste – Boca Juniors 2:2 Dufresne, Leal – Donato Abbatángelo, Pedro Bleo Fournol “Calomino”                                                                           |
| 30 sierpnia 1913     | Olivos Buenos Aires – CA Platense 1:3 |
| 30 sierpnia 1913     | River Plate – CA Banfield 2:0 Distéfano, Cándido García |
| 31 sierpnia 1913     | Belgrano AC – Comercio Buenos Aires 2:1 |
| 31 sierpnia 1913     | CA Estudiantes – Riachuelo Buenos Aires 3:0 |
| 31 sierpnia 1913     | Estudiantil Porteño Buenos Aires – Olivos Buenos Aires 1:0 |
| 31 sierpnia 1913     | CA Platense – Boca Juniors 3:1 Pérez, Annaratone, Cotero – Francisco Taggino |
| 31 sierpnia 1913     | Quilmes Athletic Buenos Aires – CA Banfield 3:0 |
| 31 sierpnia 1913     | Racing Club de Avellaneda – Ferro Carril Oeste 2:0 |
| 31 sierpnia 1913     | San Isidro Buenos Aires – Ferrocarril Sud Remedios de Escalada 5:0 |
| 7 września 1913      | Boca Juniors – Racing Club de Avellaneda 1:0 Enrique Bertolini mecz rozegrany został na stadionie klubu Estudiantes                                                                |
| 7 września 1913      | Estudiantil Porteño Buenos Aires – Riachuelo Buenos Aires 8:1 |
| 7 września 1913      | San Isidro Buenos Aires 1 – Olivos Buenos Aires 0:1 |
| 21 września 1913     | Riachuelo Buenos Aires – Racing Club de Avellaneda 1:3 |
| 28 września 1913     | Comercio Buenos Aires – Racing Club de Avellaneda 0:4 |
| 28 września 1913     | Estudiantil Porteño Buenos Aires – Ferro Carril Oeste 2:0 miał być dokończony mecz z 20 kwietnia 1913 roku, ale Ferro Carril Oeste wycofał się                                     |
| 28 września 1913     | CA Platense – Belgrano AC 3:1 |
| 5 października 1913  | Comercio Buenos Aires – CA Banfield 1:1 mecz anulowano 10 października 1913 roku                                                                                                   |
| 10 października 1913 | Racing Club de Avellaneda – Ferrocarril Sud Remedios de Escalada walkower dla Racing                                                                                               |
| 12 października 1913 | Quilmes Athletic Buenos Aires – CA Estudiantes 0:0 |
| 9 listopada 1913     | Ferro Carril Oeste – Ferrocarril Sud Remedios de Escalada 4:2 |
| ??                   | Comercio Buenos Aires – Ferro Carril Oeste 3:2 |
| ??                   | CA Banfield – CA Estudiantes 4:2 |
| ??                   | Belgrano AC – CA Banfield 0:0 |
| ??                   | Belgrano AC – Olivos Buenos Aires 6:0 |
| ??                   | CA Estudiantes – Estudiantil Porteño Buenos Aires 2:3 |
| ??                   | Ferrocarril Sud Remedios de Escalada – CA Banfield 2:2 |
| ??                   | Ferrocarril Sud Remedios de Escalada – Comercio Buenos Aires 0:2 |
| ??                   | Olivos Buenos Aires – Comercio Buenos Aires 1:6 |
| ??                   | Quilmes Athletic Buenos Aires – Comercio Buenos Aires 4:0 |
| ??                   | Quilmes Athletic Buenos Aires – Estudiantil Porteño Buenos Aires 2:1 |

### Tabela końcowa rundy kwalifikacyjnej
| Poz | Klub                                 | Mecze | Zw | Rem | Por | Pkt | BrZd | BrStr |
| --- | ------------------------------------ | ----- | -- | --- | --- | --- | ---- | ----- |
| 1   | Racing Club de Avellaneda            | 14    | 12 | 0   | 2   | 24  | 41   | 5     |
| 2   | San Isidro Buenos Aires              | 14    | 11 | 2   | 1   | 24  | 44   | 8     |
| 3   | River Plate                          | 14    | 10 | 4   | 0   | 24  | 30   | 7     |
| 4   | Belgrano AC                          | 14    | 8  | 2   | 4   | 18  | 34   | 16    |
| 5   | Boca Juniors                         | 14    | 8  | 2   | 4   | 18  | 29   | 16    |
| 6   | CA Platense                          | 14    | 8  | 2   | 4   | 18  | 36   | 25    |
| 7   | Quilmes Athletic Buenos Aires        | 14    | 8  | 2   | 4   | 18  | 29   | 21    |
| 8   | CA Estudiantes                       | 14    | 6  | 1   | 7   | 13  | 26   | 23    |
| 9   | Estudiantil Porteño Buenos Aires     | 14    | 5  | 3   | 6   | 13  | 32   | 33    |
| 10  | CA Banfield                          | 14    | 5  | 3   | 6   | 13  | 23   | 31    |
| 11  | Comercio Buenos Aires                | 14    | 4  | 2   | 8   | 10  | 26   | 34    |
| 12  | Ferro Carril Oeste                   | 14    | 1  | 4   | 9   | 6   | 16   | 31    |
| 13  | Ferrocarril Sud Remedios de Escalada | 14    | 1  | 2   | 11  | 4   | 17   | 51    |
| 14  | Olivos Buenos Aires                  | 14    | 1  | 2   | 11  | 4   | 10   | 49    |
| 15  | Riachuelo Buenos Aires               | 14    | 0  | 3   | 11  | 3   | 8    | 51    |

W fazie grupowej uwzględniono punkty zdobyte w rundzie kwalifikacyjnej.

### Grupa A
Klub Belgrano AC wycofał się 10 października 1913 roku z mistrzostw. Mecze z udziałem wycofanego klubu zweryfikowano jako walkower dla rywali.
| Data                 | Mecz                                                                                        |
| -------------------- | ------------------------------------------------------------------------------------------- |
| 12 października 1913 | CA Banfield – CA Platense 0:0                                                               |
| 19 października 1913 | CA Banfield – River Plate 1:2 ? – Penney (2)                                                |
| 2 listopada 1913     | River Plate – CA Platense 4:1 Penney (3), Distéfano – ?                                     |
| 11 listopada 1913    | Racing Club de Avellaneda – CA Platense 3:1                                                 |
| 23 listopada 1913    | River Plate – Racing Club de Avellaneda 0:0 mecz rozegrany został na stadionie klubu Racing |
| 14 grudnia 1913      | CA Banfield – Racing Club de Avellaneda 0:3                                                 |

| Poz | Klub                      | Mecze | Zw | Rem | Por | Pkt | BrZd | BrStr |
| --- | ------------------------- | ----- | -- | --- | --- | --- | ---- | ----- |
| 1   | Racing Club de Avellaneda | 18    | 15 | 1   | 2   | 31  | 47   | 6     |
| 2   | River Plate               | 18    | 13 | 5   | 0   | 31  | 36   | 9     |
| 3   | CA Platense               | 18    | 9  | 3   | 6   | 21  | 38   | 32    |
| 4   | Belgrano AC               | 18    | 8  | 2   | 8   | 18  | 34   | 16    |
| 5   | CA Banfield               | 18    | 6  | 4   | 8   | 16  | 24   | 36    |

Wobec równej liczby punktów konieczne było rozegranie meczu barażowego, który zdecydował o zwycięstwie w grupie A.
| Data            | Mecz                                                                                             |
| --------------- | ------------------------------------------------------------------------------------------------ |
| 21 grudnia 1913 | Racing Club de Avellaneda – River Plate 3:0 mecz rozegrany został na stadionie klubu Estudiantes |

### Grupa B
Klub Quilmes Athletic Buenos Aires wycofał się 18 października 1913 roku z mistrzostw, a mecze, które miał rozegrać, zweryfikowano na walkower dla rywali.
| Data                 | Mecz |
| -------------------- | --- |
| 12 października 1913 | Boca Juniors – Estudiantil Porteño Buenos Aires 4:2 Francisco Taggino, Pedro Bleo Fournol “Calomino”, Ángel Romano (2) – Negri (2) mecz rozegrany został na stadionie klubu Estudiantes |
| 12 października 1913 | Estudiantil Porteño Buenos Aires – Comercio Buenos Aires walkower dla Comercio Buenos Aires                                                                                             |
| 19 października 1913 | Boca Juniors – Quilmes Athletic Buenos Aires walkower dla Boca Juniors |
| 19 października 1913 | Comercio Buenos Aires – CA Estudiantes 3:3 |
| 26 października 1913 | Boca Juniors – Comercio Buenos Aires 2:1 Américo Repetto (2) – Romero k mecz rozegrany został na stadionie klubu Riachuelo Buenos Aires                                                 |
| 26 października 1913 | Estudiantil Porteño Buenos Aires – CA Estudiantes 5:2 mecz rozegrany został na stadionie klubu Estudiantes                                                                              |
| 2 listopada 1913     | San Isidro Buenos Aires – Estudiantil Porteño Buenos Aires 5:4 |
| 9 listopada 1913     | Boca Juniors – San Isidro Buenos Aires 0:0 |
| 11 listopada 1913    | San Isidro Buenos Aires – Comercio Buenos Aires 3:0 |
| 23 listopada 1913    | CA Estudiantes – San Isidro Buenos Aires 1:1 |
| 30 listopada 1913    | Boca Juniors – CA Estudiantes walkower dla Boca Juniors |

| Poz | Klub                             | Mecze | Zw | Rem | Por | Pkt | BrZd | BrStr |
| --- | -------------------------------- | ----- | -- | --- | --- | --- | ---- | ----- |
| 1   | San Isidro Buenos Aires          | 19    | 14 | 4   | 1   | 32  | 53   | 13    |
| 2   | Boca Juniors                     | 19    | 12 | 3   | 4   | 27  | 35   | 19    |
| 3   | Quilmes Athletic Buenos Aires    | 19    | 8  | 2   | 9   | 18  | 29   | 21    |
| 4   | CA Estudiantes                   | 19    | 7  | 3   | 9   | 17  | 32   | 32    |
| 4   | Estudiantil Porteño Buenos Aires | 19    | 7  | 3   | 9   | 17  | 43   | 44    |
| 6   | Comercio Buenos Aires            | 19    | 6  | 3   | 10  | 15  | 30   | 42    |

### Grupa C
| Data                 | Mecz |
| -------------------- | --- |
| 12 października 1913 | Olivos Buenos Aires – Ferro Carril Oeste 1:1 |
| 12 października 1913 | Riachuelo Buenos Aires – Ferrocarril Sud Remedios de Escalada 3:2                                                                                  |
| 19 października 1913 | Riachuelo Buenos Aires – Ferro Carril Oeste 4:5 |
| 19 października 1913 | Olivos Buenos Aires – Ferrocarril Sud Remedios de Escalada 5:1 6 grudnia 1913 roku przyznano walkower klubowi Ferrocarril Sud Remedios de Escalada |
| 26 października 1913 | Ferrocarril Sud Remedios de Escalada – Ferro Carril Oeste walkower dla Ferrocarril Sud Remedios de Escalada                                        |
| 26 października 1913 | Olivos Buenos Aires – Riachuelo Buenos Aires 4:1                                                                                                   |

| Poz | Klub                                 | Mecze | Zw | Rem | Por | Pkt | BrZd | BrStr |
| --- | ------------------------------------ | ----- | -- | --- | --- | --- | ---- | ----- |
| 1   | Ferro Carril Oeste                   | 17    | 2  | 5   | 10  | 9   | 22   | 36    |
| 2   | Ferrocarril Sud Remedios de Escalada | 17    | 3  | 2   | 12  | 8   | 19   | 54    |
| 3   | Olivos Buenos Aires                  | 17    | 2  | 3   | 12  | 7   | 15   | 51    |
| 4   | Riachuelo Buenos Aires               | 17    | 1  | 3   | 13  | 5   | 16   | 62    |

### Finał
Decydujący o mistrzostwie Argentyny mecz rozegrali zwycięzcy grup A i B.
| Data            | Mecz |
| --------------- | --- |
| 28 grudnia 1913 | Racing Club de Avellaneda – San Isidro Buenos Aires 2:0 (1:0) Bramki: 1:0 Ohaco 11, 2:0 Ohaco 70 Racing Club de Avellaneda: Carlos Muttoni – Armando Reyes, Ochoa, Ángel Floro Betular, Francisco Olazar, Ricardo Pepe, Viazzi, Alberto Bernardino Ohaco, Alberto Andrés Marcovecchio, Juan Hospital, Juan Nelusco Perinetti. San Isidro Athletic Club: Carlos T. Wilson – Iriarte, Juan José Bello, Goodfellow, José Morroni, Olivieri, Elías Fernández, Juan Rossi, J. Fernández, Hulme, Alfredo Meira. |

Mistrzem Argentyny został klub Racing Club de Avellaneda.

## Primera Divisón – Federación Argentina de Football
Mistrzem Argentyny w roku 1913 w ramach rozgrywek organizowanych przez federację piłkarską Federación Argentina de Football został klub Estudiantes La Plata, natomiast tytuł wicemistrza Argentyny zdobył klub Gimnasia y Esgrima Buenos Aires.
Z ligi spadł klub Sportiva Argentina Buenos Aires, a na jego miejsce awansował klub Floresta Buenos Aires. Liga zmniejszyła się z 10 do 8 klubów, ponieważ w następnym sezonie nie wzięły udziału w rozgrywkach dwa kluby – Argentino de CA Argentino de Quilmes i CA Tigre.

### Mecze chronologicznie
| Data                 | Mecz |
| -------------------- | --- |
| 1 maja 1913          | Estudiantes La Plata – Independiente 6:2                                                                                                 |
| 1 maja 1913          | Porteño Buenos Aires – CA Tigre 0:0 mecz rozegrany został na stadionie klubu Independiente                                               |
| 11 maja 1913         | Independiente – Argentino de CA Argentino de Quilmes 0:0                                                                                 |
| 11 maja 1913         | Sportiva Argentina Buenos Aires – CA Tigre 1:2                                                                                           |
| 18 maja 1913         | Independiente – CA Tigre 2:0 |
| 15 czerwca 1913      | Independiente – Atlanta Buenos Aires 6:2 mecz rozegrany został na stadionie klubu Atlanta                                                |
| 22 czerwca 1913      | Argentino de CA Argentino de Quilmes – Porteño Buenos Aires 2:1                                                                          |
| 22 czerwca 1913      | Gimnasia y Esgrima Buenos Aires – Independiente 1:1                                                                                      |
| 22 czerwca 1913      | CA Tigre – Kimberley Buenos Aires 2:2 |
| 29 czerwca 1913      | CA Tigre – Argentino de CA Argentino de Quilmes 0:4 Guillermo Dannaher (3), A. Badaracco                                                 |
| 29 czerwca 1913      | Atlanta Buenos Aires – Sportiva Argentina Buenos Aires 0:0                                                                               |
| 29 czerwca 1913      | Estudiantes La Plata – Hispano Argentino Buenos Aires 7:0                                                                                |
| 29 czerwca 1913      | Gimnasia y Esgrima Buenos Aires – Porteño Buenos Aires 1:1                                                                               |
| 6 lipca 1913         | Independiente – Kimberley Buenos Aires 2:2                                                                                               |
| 20 lipca 1913        | Atlanta Buenos Aires – Kimberley Buenos Aires 1:3                                                                                        |
| 20 lipca 1913        | Independiente – Hispano Argentino Buenos Aires 3:3                                                                                       |
| 20 lipca 1913        | Porteño Buenos Aires – Estudiantes La Plata 2:3 mecz rozegrany został na stadionie klubu Gimnasia y Esgrima                              |
| 20 lipca 1913        | Sportiva Argentina Buenos Aires – Argentino de CA Argentino de Quilmes 2:3                                                               |
| 20 lipca 1913        | CA Tigre – Gimnasia y Esgrima Buenos Aires 1:4                                                                                           |
| 27 lipca 1913        | Atlanta Buenos Aires – Gimnasia y Esgrima Buenos Aires 1:3                                                                               |
| 27 lipca 1913        | Estudiantes La Plata – Argentino de CA Argentino de Quilmes 1:1                                                                          |
| 27 lipca 1913        | Hispano Argentino Buenos Aires – CA Tigre 1:0                                                                                            |
| 27 lipca 1913        | Independiente – Sportiva Argentina Buenos Aires 3:0                                                                                      |
| 3 sierpnia 1913      | Hispano Argentino Buenos Aires – Argentino de CA Argentino de Quilmes 1:0                                                                |
| 3 sierpnia 1913      | Independiente – Porteño Buenos Aires 3:2                                                                                                 |
| 3 sierpnia 1913      | Kimberley Buenos Aires – Gimnasia y Esgrima Buenos Aires 1:3                                                                             |
| 3 sierpnia 1913      | Sportiva Argentina Buenos Aires – Estudiantes La Plata 0:6                                                                               |
| 3 sierpnia 1913      | CA Tigre – Atlanta Buenos Aires 2:1 |
| 10 sierpnia 1913     | Kimberley Buenos Aires – Sportiva Argentina Buenos Aires 1:0                                                                             |
| 15 sierpnia 1913     | Argentino de CA Argentino de Quilmes – Gimnasia y Esgrima Buenos Aires 0:4                                                               |
| 15 sierpnia 1913     | Estudiantes La Plata – CA Tigre 3:0 |
| 15 sierpnia 1913     | Hispano Argentino Buenos Aires – Sportiva Argentina Buenos Aires 2:1                                                                     |
| 15 sierpnia 1913     | Kimberley Buenos Aires – Porteño Buenos Aires 3:1                                                                                        |
| 7 września 1913      | Estudiantes La Plata – Atlanta Buenos Aires 6:1                                                                                          |
| 7 września 1913      | Kimberley Buenos Aires – Argentino de CA Argentino de Quilmes 1:2                                                                        |
| 7 września 1913      | Sportiva Argentina Buenos Aires – Gimnasia y Esgrima Buenos Aires 0:5                                                                    |
| 7 września 1913      | CA Tigre – Porteño Buenos Aires 1:0 mecz rozegrany został na stadionie klubu Gimnasia y Esgrima                                          |
| 21 września 1913     | Argentino de CA Argentino de Quilmes – Independiente 4:0 Guillermo Dannaher (2), D. Arrillaga, A. Badaracco                              |
| 21 września 1913     | Gimnasia y Esgrima Buenos Aires – Hispano Argentino Buenos Aires 4:2                                                                     |
| 21 września 1913     | Sportiva Argentina Buenos Aires – Kimberley Buenos Aires 0:4 mecz zweryfikowano na walkower dla Kimberley                                |
| 21 września 1913     | CA Tigre – Estudiantes La Plata 1:3 |
| 5 października 1913  | Atlanta Buenos Aires – Argentino de CA Argentino de Quilmes 2:5 ?, ? – Guillermo Dannaher (3), Pascual Polimeni, A. Badaracco            |
| 5 października 1913  | Gimnasia y Esgrima Buenos Aires – Estudiantes La Plata 0:0                                                                               |
| 5 października 1913  | Kimberley Buenos Aires – Hispano Argentino Buenos Aires 1:0                                                                              |
| 5 października 1913  | Sportiva Argentina Buenos Aires – Porteño Buenos Aires 1:4                                                                               |
| 5 października 1913  | CA Tigre – Independiente 2:1 |
| 12 października 1913 | Argentino de CA Argentino de Quilmes – Hispano Argentino Buenos Aires 5:2 Guillermo Dannaher (3), L. Faschell, J. R. Pozo – ?, ?         |
| 12 października 1913 | Atlanta Buenos Aires – CA Tigre 2:2 |
| 12 października 1913 | Estudiantes La Plata – Sportiva Argentina Buenos Aires 3:0                                                                               |
| 12 października 1913 | Gimnasia y Esgrima Buenos Aires – Kimberley Buenos Aires 3:3                                                                             |
| 19 października 1913 | Gimnasia y Esgrima Buenos Aires – Atlanta Buenos Aires 3:1                                                                               |
| 19 października 1913 | Porteño Buenos Aires – Independiente [at Atlanta Buenos Aires] 0:0                                                                       |
| 19 października 1913 | Argentino de CA Argentino de Quilmes – CA Tigre 5:2 Guillermo Dannaher (2), D. Arrillaga, A. Badaracco, C. Falivene – ?, ?               |
| 26 października 1913 | Atlanta Buenos Aires – Independiente 4:3                                                                                                 |
| 26 października 1913 | Kimberley Buenos Aires – Estudiantes La Plata 2:0                                                                                        |
| 26 października 1913 | Porteño Buenos Aires – Hispano Argentino Buenos Aires 2:3 mecz rozegrany został na stadionie klubu Argentino de Quilmes                  |
| 26 października 1913 | CA Tigre – Sportiva Argentina Buenos Aires 5:2                                                                                           |
| 1 listopada 1913     | Kimberley Buenos Aires – CA Tigre 4:1 |
| 2 listopada 1913     | Hispano Argentino Buenos Aires – Estudiantes La Plata 0:5                                                                                |
| 2 listopada 1913     | Kimberley Buenos Aires – Independiente 0:2                                                                                               |
| 2 listopada 1913     | Porteño Buenos Aires – Gimnasia y Esgrima Buenos Aires 1:1                                                                               |
| 2 listopada 1913     | Sportiva Argentina Buenos Aires – Atlanta Buenos Aires 4:8                                                                               |
| 9 listopada 1913     | Atlanta Buenos Aires – Estudiantes La Plata 2:5                                                                                          |
| 9 listopada 1913     | Gimnasia y Esgrima Buenos Aires – CA Tigre 3:0                                                                                           |
| 9 listopada 1913     | Hispano Argentino Buenos Aires – Independiente 0:3                                                                                       |
| 9 listopada 1913     | Porteño Buenos Aires – Kimberley Buenos Aires 4:2 mecz rozegrany został na stadionie klubu Argentino de Quilmes                          |
| 11 listopada 1913    | Independiente – Estudiantes La Plata 1:3                                                                                                 |
| 11 listopada 1913    | Porteño Buenos Aires – Argentino de CA Argentino de Quilmes 0:1                                                                          |
| 19 listopada 1913    | Estudiantes La Plata – Porteño Buenos Aires 5:0                                                                                          |
| 23 listopada 1913    | Argentino de CA Argentino de Quilmes – Estudiantes La Plata 1:1 mecz rozegrany został na stadionie klubu Gimnasia y Esgrima              |
| 23 listopada 1913    | Atlanta Buenos Aires – Porteño Buenos Aires 2:1                                                                                          |
| 23 listopada 1913    | Sportiva Argentina Buenos Aires – Hispano Argentino Buenos Aires walkower dla Hispano Argentino Buenos Aires                             |
| 30 listopada 1913    | Gimnasia y Esgrima Buenos Aires – Argentino de CA Argentino de Quilmes 2:0 mecz przerwany w 75 minucie – dokończony 21 grudnia 1913 roku |
| 30 listopada 1913    | Kimberley Buenos Aires – Atlanta Buenos Aires 3:2 mecz przerwany – dokończony później                                                    |
| 30 listopada 1913    | Sportiva Argentina Buenos Aires – Independiente 0:5                                                                                      |
| 30 listopada 1913    | CA Tigre – Hispano Argentino Buenos Aires 2:0                                                                                            |
| 7 grudnia 1913       | Atlanta Buenos Aires – Hispano Argentino Buenos Aires walkower dla Hispano Argentino Buenos Aires                                        |
| 14 grudnia 1913      | Independiente – Gimnasia y Esgrima Buenos Aires 2:4                                                                                      |
| 21 grudnia 1913      | Gimnasia y Esgrima Buenos Aires – Argentino de CA Argentino de Quilmes 2:0 dokończenie pozostałych 15 minut z 30 listopada 1913 roku     |
| ??                   | Porteño Buenos Aires – Sportiva Argentina Buenos Aires 4:3                                                                               |
| ??                   | Argentino de CA Argentino de Quilmes – Atlanta Buenos Aires 2:1                                                                          |
| ??                   | Argentino de CA Argentino de Quilmes – Kimberley Buenos Aires 3:1                                                                        |
| ??                   | Argentino de CA Argentino de Quilmes – Sportiva Argentina Buenos Aires walkower dla Argentino de Quilmes                                 |
| ??                   | Estudiantes La Plata – Gimnasia y Esgrima Buenos Aires 4:1                                                                               |
| ??                   | Estudiantes La Plata – Kimberley Buenos Aires 3:2                                                                                        |
| ??                   | Gimnasia y Esgrima Buenos Aires – Sportiva Argentina Buenos Aires 1:1                                                                    |
| ??                   | Hispano Argentino Buenos Aires – Atlanta Buenos Aires 5:2                                                                                |
| ??                   | Hispano Argentino Buenos Aires – Gimnasia y Esgrima Buenos Aires 0:3                                                                     |
| ??                   | Hispano Argentino Buenos Aires – Kimberley Buenos Aires 1:2                                                                              |
| ??                   | Hispano Argentino Buenos Aires – Porteño Buenos Aires 1:0                                                                                |
| ??                   | Kimberley Buenos Aires – Atlanta Buenos Aires 4:3 dokończenie przerwanego meczu z 30 listopada 1913 roku                                 |
| ??                   | Porteño Buenos Aires – Atlanta Buenos Aires 3:0                                                                                          |
| ??                   | Sportiva Argentina Buenos Aires – Kimberley Buenos Aires walkower dla Kimberley                                                          |

### Końcowa tabela sezonu 1913 ligi Federación Argentina de Football
| Poz | Klub                                 | Mecze | Zw | Rem | Por | Pkt | BrZd | BrStr |
| --- | ------------------------------------ | ----- | -- | --- | --- | --- | ---- | ----- |
| 1   | Estudiantes La Plata                 | 18    | 14 | 3   | 1   | 31  | 64   | 16    |
| 2   | Gimnasia y Esgrima Buenos Aires      | 18    | 11 | 6   | 1   | 28  | 46   | 19    |
| 3   | Argentino de CA Argentino de Quilmes | 18    | 12 | 3   | 3   | 27  | 38   | 21    |
| 4   | Kimberley Buenos Aires               | 18    | 9  | 3   | 6   | 21  | 34   | 31    |
| 5   | Independiente                        | 18    | 7  | 5   | 6   | 19  | 39   | 33    |
| 6   | Hispano Argentino Buenos Aires       | 18    | 8  | 1   | 9   | 17  | 21   | 40    |
| 7   | CA Tigre                             | 18    | 6  | 3   | 9   | 15  | 23   | 38    |
| 8   | Porteño Buenos Aires                 | 18    | 4  | 4   | 10  | 12  | 26   | 32    |
| 9   | Atlanta Buenos Aires                 | 18    | 3  | 2   | 13  | 8   | 33   | 57    |
| 10  | Sportiva Argentina Buenos Aires      | 18    | 0  | 2   | 16  | 2   | 15   | 52    |